# Nelson Piquet
Nelson Piquet Souto Maior (Rio de Janeiro, 17 de agosto de 1952) é um ex-automobilista e empresário brasileiro, tricampeão mundial de Fórmula 1 nos anos de 1981, 1983 e 1987.
Piquet é considerado um dos melhores pilotos da história da Fórmula 1, por avaliações de grande prestígio sobre automobilismo. Teve uma breve carreira no tênis antes de perder o interesse no esporte e, posteriormente, entrou no kart e escondeu sua identidade para evitar que seu pai descobrisse seu hobby. Tornou-se o campeão brasileiro de kart em 1971-1972 e venceu o campeonato de Fórmula V em 1976. Piquet foi para a Europa e obteve êxito, tendo o número recorde de vitórias na Fórmula 3 Britânica em 1978, derrotando o recorde histórico de Jackie Stewart.
No mesmo ano, fez sua estreia na Fórmula 1 com a equipe Ensign, pilotou pela McLaren e posteriormente para a Brabham. Desde 1979 na Brabham, foi vice-campeão em 1980, antes de ganhar o campeonato de 1981. Apesar de não disputar o título em 1982 (apesar de 1 vitória), viu-se um ressurgimento de sua carreira em 1983 lhe dando um segundo campeonato mundial. Para 1984-1985, Piquet contabilizou três vitórias com um quinto lugar em 1985. Seu divisor de águas foi a mudança para a equipe Williams em 1986 e foi um postulante contumaz ao título, até a corrida final na Austrália em que terminou em terceiro. Piquet teve seu terceiro e último campeonato em 1987, durante uma batalha feroz com o companheiro de equipe Nigel Mansell.
Piquet posteriormente transferiu-se para Lotus para 1988-1989 onde teve 3 pódios em 1988, terminando em 6º na temporada com 22 pontos e o 4º lugar como melhor resultado em 1989, terminando em oitavo com 12 pontos. Nelson Piquet foi para a equipe Benetton para 1990-1991 onde ele conseguiu ganhar três corridas (Japão e Austrália em 1990, onde acabou o ano em terceiro, mais a vitória no Canadá em 1991) e o sexto lugar antes de se aposentar. Após aposentar-se da Fórmula 1, Piquet tentou correr as 500 Milhas de Indianápolis por dois anos, em 1992 e 1993. Também correu em carros esportivos como as 24 Horas de Le Mans em 1996 e 1997.

## Biografia
Filho do casal pernambucano Clotilde Piquet e Estácio Gonçalves Souto Maior, Nelson Piquet Souto Maior nasceu no Rio de Janeiro, e viveu grande parte de sua infância e juventude na recém-inaugurada capital Brasília. Seu pai, médico e ex-ministro da saúde, não aprovava sua carreira automobilística; por isso, Nelson usava o nome de solteira de sua mãe, a dona Clotilde, escrito erroneamente como "Piket" no início da carreira, para esconder sua identidade. Sua mãe faleceu em agosto de 2007 aos 84 anos de idade.
Estácio queria que o filho fosse tenista profissional, tendo inclusive o presenteado com uma bolsa numa escola em Atlanta, nos Estados Unidos.[carece de fontes?] Nelson chegou a ser premiado como um bom tenista,[carece de fontes?] porém não achava o esporte suficientemente excitante para que dedicasse a este sua carreira. Ainda assim, o gosto pelo tênis o fez adotar como desenho de seu capacete uma bola de tênis estilizada. Nelson cursou engenharia mecânica na UnB até o 3º período.[carece de fontes?]
Após anos de carreira, Nelson resolveu largou as competições, e dedicou-se à carreira empresarial. Fundou a empresa Autotrac, pioneira no país em monitoramento de caminhões de carga, e também uma rede de lojas de pneus Pirelli, a Piquet Pneus, já vendida, e uma revenda de automóveis da BMW (Piquet BMW) também já vendida. Em 1995 arrendou o autódromo de Brasília, que leva seu nome, e criou uma categoria de carros esporte-protótipo, com mecânica de Fusca e motores BMW baseada em carros que eram usados em corridas no estado do Ceará, chamada Espron. Seu amigo pessoal, Marcello Prado (Vice-Presidente Executivo da BMW Brasil), além dos motores, lhe cedeu um veículo BMW 318 e Nelson Piquet com sua incrível criatividade e técnica, usou o veículo como molde para copiar o BMW em fibra de vidro para a categoria Espron. Ostentando o logo da BMW em todos os carros da categoria e pela sua forte influência sobre o público jovem da classe A, a categoria Espron foi um excelente veículo de merchandising para a marca BMW, que na época instalava sua filial brasileira. Com a expiração do arrendamento do autódromo a administração do mesmo foi devolvida ao governo do Distrito Federal.[carece de fontes?]
Após desentendimentos com a Confederação Brasileira de Automobilismo, Piquet também tentou fundar uma entidade paralela, a Liga Independente de Automobilismo (LIA), que não vingou. Em meados dos anos 2000, o tricampeão passou a se dedicar principalmente a gerenciar a carreira do filho, Nelson Ângelo Piquet, tanto que, em 2004, Piquet pensou em voltar a correr. Desta vez na GP2, sendo companheiro de seu próprio filho em sua equipe na categoria.
Nelson tem sete filhos: Geraldo (n. 17 de novembro de 1977) de seu casamento com Maria Clara; Nelsinho (n. 25 de junho de 1985), Kelly (n. 7 de dezembro de 1988), e Julia (n. 8 de Maio de 1992) de seu casamento com Sylvia Tamsma; Pedro (n. 3 de julho de 1999) e Marco (n. em 2000) de seu casamento com Viviane de Souza Leão; e Laszlo (n. 21 de agosto de 1987) cuja mãe é Catherine Valentin.
No futebol, se declara torcedor do Club de Regatas Vasco da Gama. Em 2011, foi homenageado em Interlagos ao pilotar o modelo BT49 da extinta equipe Brabham. No final das quatro voltas da apresentação, Nelson Piquet hasteou a bandeira do Vasco, que na ocasião estava na briga pelo título do Campeonato Brasileiro. Acreditou que a provocação fosse lhe render algumas manifestações de protestos de torcida rival  e declarou: "Eu achava que ia tomar a maior vaia do mundo. Mas é isso que eu gosto", ressaltou com sua ironia tradicional.
Embora não gostasse de aparecer, o estilo despojado de Nelson Piquet acabou inspirando alguns jovens pilotos. Em 2015, Sebastian Vettel disse ser fã de Piquet em uma entrevista ao jornalista Tiago Mendonça. O que Vettel não imaginava é que Nelson Piquet estava na platéia do evento e subiu ao palco para abraçá-lo.

## Trajetória esportiva
Piquet começou a carreira no kart aos 14 anos onde foi campeão brasileiro em 1971 e 1972. E em 1976 foi campeão da Fórmula Super V. No ano seguinte tentou a sorte na Europa, seguindo o caminho aberto por Emerson Fittipaldi. Participando de algumas das provas do Campeonato Europeu de Fórmula 3, terminou em terceiro, com duas vitórias, atrás do italiano Piercarlo Ghinzani e do sueco Anders Olofsson.

### Chegada aFórmula 1
Em 1978, na Fórmula 3 inglesa, sagrou-se campeão e quebrou o recorde de Jackie Stewart de maior número de vitórias numa temporada. Sua estreia na Fórmula 1 aconteceu em um teste oferecido pela já extinta equipe BS Fabrications , de Bob Sparshott, que tinha um McLaren M23. Pouco tempo depois, ainda em 1978, Piquet estreou de fato em uma corrida, o Grande Prêmio da Alemanha, em Hockenheim, com um carro alugado da equipe Ensign. Neste ano, disputaria outros três GPs com o McLaren da BS Fabrications.
Com o carro da pequena equipe inglesa, abandonou na Holanda e na Áustria, terminando em 9º lugar na Itália, na corrida em que morreu o piloto sueco Ronnie Peterson. De toda forma, o brasileiro já era visto por muitos como uma promessa - sua aparição meteórica rendeu elogios e uma profecia certeira do chefe de equipe da BS Fabrications, David Simms. "Aposto meu dinheiro, com quem quiser, que Nelson Piquet será campeão mundial em três anos." No GP do Canadá, já fazia a sua estreia pela Brabham, com um terceiro carro da equipe então comandada por Bernie Ecclestone.

### As primeiras vitórias

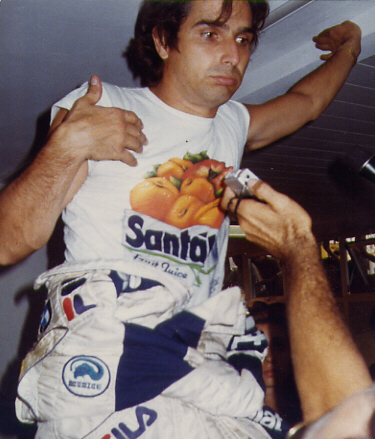
Piquet em Monza no ano de 1983

E, assim, logo Piquet foi confirmado como segundo piloto para a temporada de 1979. Na equipe inglesa, chefiada por Bernie Ecclestone e com Gordon Murray como projetista, Piquet teve como companheiro o austríaco Niki Lauda, já bicampeão, que abandonou a Fórmula 1 temporariamente antes do fim da temporada. Piquet sempre atribuiu a Lauda seu aprendizado sobre como negociar contratos e comunicar suas solicitações aos engenheiros e mecânicos da equipe. O ano, porém, é marcado por alguns acidentes e muitas quebras – foram 11 abandonos em 15 corridas, apenas 3 pontos (os primeiros pontos na carreira) com o 4º lugar na Holanda e o 15º lugar na classificação final.
Já no ano seguinte, em 1980, Piquet chegou em segundo no Grande Prêmio da Argentina e obteve sua primeira vitória na categoria no Grande Prêmio do Oeste dos Estados Unidos, no circuito de rua de Long Beach. Com outras duas vitórias no ano, no Grande Prêmio da Holanda, em Zandvoort, e no da Grande Prêmio da Itália, em Ímola, Piquet disputou diretamente o título com o australiano Alan Jones da Williams, até a penúltima prova, o Grande Prêmio do Canadá – mas, nesta corrida, Piquet e Jones colidiram na largada, e, após uma segunda largada, Piquet teve que abandonar por uma quebra de motor e o vice-campeonato com 54 pontos.
Mas em 1981 viria seu primeiro título mundial, após uma intensa batalha contra o argentino Carlos Reutemann da Williams. Na última etapa, o GP de Las Vegas, também nos Estados Unidos, Piquet terminou em 5º lugar marcando 2 pontos, enquanto Reutemann não pontuou chegando em 8º; o brasileiro venceu o campeonato por apenas um ponto de diferença (50 para Piquet e 49 para Reutemann).
Em 1982, como em muitos anos de carreira de Piquet, as inovações técnicas - especialmente a adoção do motor BMW Turbo - não permitiram um desempenho suficientemente competitivo. A equipe faz a estreia do novo motor alemão no Grande Prêmio da África do Sul no chassi BT50. Duas semanas após a realização na prova sul-africana, a escuderia resolveu suspender o uso do motor nas corridas seguintes, fato que foi concordado com a empresa alemã. O ponto crítico desta nova experiência foi o sistema de freios, inadequado às novas exigências do novo motor. Enquanto o projetista Gordon Murray faz modificações no chassi e no sistema de freios para que se adapte ao motor, a escuderia foi para o Grande Prêmio do Brasil em Jacarepaguá, com o modelo do ano anterior, o BT49D, e motor Ford Cosworth V8 aspirado. Com ele Piquet venceu, mas um mês após a corrida sua vitória foi cassada, o mesmo aconteceu com o segundo colocado, o finlandês Keke Rosberg da Williams também com o motor Ford Cosworth aspirado. Ambos tiveram seus resultados anulados em Paris, no Tribunal de Apelações da FISA (Federação Internacional de Automobilismo Esportivo), que acolheu protestos das equipes Renault e Ferrari após a etapa brasileira. As decisões do tribunal de apelações, composto por representantes de seis países são inapeláveis. No protesto feito por Jean Sage, diretor técnico da Renault, este alegou que o carro de Piquet e de Rosberg disputaram o GP do Brasil abaixo do peso mínimo regulamentar, que é de 580 quilos, devido ao uso de um artifício não previsto pelo regulamento da FISA, o que era verdade. Na vistoria dos carros, os comissários de prova desconfiaram da função de uma estranha "caixa preta" acoplada ao Brabham, o mesmo aconteceu com o Williams. O sistema de refrigeração dos freios era feito com água, o que deixava os carros dentro do peso mínimo exigido antes da largada; porém, ao longo da corrida, a água armazenada nos carros era utilizada, o que deixava os monopostos mais leves do que os das demais equipes. Como o regulamento permitia a reposição dos fluidos antes da pesagem obrigatória, os carros voltavam a ficar dentro do regulamento. Com as duas desclassificações técnicas, o francês Alain Prost com o Renault RE30B V6 Turbo, foi declarado o vencedor da corrida. O curioso nessa decisão da FISA, é que tanto os carros da McLaren quanto o da Lotus também usavam o mesmo recurso da Brabham e da Williams, e não foram desclassificadas. Em Long Beach, Rosberg terminou em 2º lugar, também correu com o carro equipado com tanque de água, mas não perdeu os 6 pontos com a posição conquistada.
Como a decisão do tribunal aconteceu na semana do GP de San Marino de 1982, as equipes FOCA (Associação dos Construtores da Fórmula 1) resolvem boicotar a prova em Ímola: Brabham, Williams, McLaren, Team Lotus, Ligier, Arrows, March, Fittipaldi, Theodore e Ensign. A partir do Grande Prêmio da Bélgica, a equipe volta a utilizar o modelo BT50 com o motor BMW Turbo; com ele Piquet marca 2 pontos com o 5º lugar na pista belga. O atual campeão não conseguiu se classificar para o Grande Prêmio do Leste dos Estados Unidos em Detroit. Uma semana depois, o piloto brasileiro venceu em Montreal, o Grande Prêmio do Canadá. A prova ficou marcada com a morte logo na largada do italiano Riccardo Paletti que não conseguiu desviar da Ferrari do francês Didier Pironi que não conseguiu arrancar. O ponto alto da temporada de Piquet foi um episódio tenso e, em segunda análise, hilariante. Quando estava próximo da fazer a troca de pneus e o reabastecimento no GP da Alemanha em Hockenheim, Piquet se aproximou do retardatário, o chileno Eliseo Salazar e tentou a ultrapassagem na Ostkürve, (a chicane norte do circuito alemão). Salazar não viu Piquet se aproximando, manteve a trajetória normal, e os dois bateram. Após sair do carro, Piquet partiu para a agressão física contra Salazar, diante das câmeras de televisão, em uma cena que demonstra um pouco do seu temperamento competitivo e explosivo. "Salazar não é piloto, é motorista", declarou Piquet à época. Curiosamente, ambos haviam se conhecido quando ainda eram recém-chegados à Europa; e, muitos anos depois, chegaram a correr juntos em corridas de Turismo. Num ano marcado por problemas políticos na categoria, acidentes e mortes de pilotos, Piquet fechou o ano em 11º lugar com 20 pontos.
Anos mais tarde, Piquet ficou sabendo de um engenheiro do motor que trabalhou com o piloto brasileiro na equipe Brabham naquela época, que aquele famoso acidente foi a melhor coisa que podia ter acontecido à BMW, porque evitou a vergonha do motor alemão explodir em seu próprio país.
Contra a quadra francesa: a Renault de Alain Prost e René Arnoux e Patrick Tambay da Ferrari, Piquet consegue em 1983 seu segundo título na última corrida, o GP da África do Sul em Kyalami. A tática da equipe era colocar pouca gasolina um dos dois carros, assim forçava a concorrência a forçarem o ritmo e, paravam para reabastecer. Foi também o primeiro campeonato vencido por um carro com motor Turbo na Fórmula 1.
Para a temporada de 1984, a Brabham e o motor BMW não chegam a piorar. A McLaren, sob o comando de Ron Dennis, foi a equipe que veio para colocar ordem na Fórmula 1.
As inovações introduzidas por Gordon Murray na Brabham não são suficientes, embora Piquet tenha conquistado 9 poles no ano. Chega a liderar por várias provas, mas abandona grande parte delas por problemas mecânicos.
Piquet teve uma grande vitória. O modelo BT53, revisado, vai para o Canadá, em Montreal, com um radiador de óleo instalado no bico do carro. Durante a corrida, o radiador foi esquentando o pé do brasileiro fazendo com que o piloto praticamente abandonasse a corrida. Porém, ele seguiu adiante para vencer de forma brilhante. No podium, mostrava o dedo do pé com bolhas para Niki Lauda e Alain Prost. O brasileiro tenta uma reação vencendo em Detroit, nos Estados Unidos, mas fica por aí. Termina o ano em 5º lugar com 29 pontos.

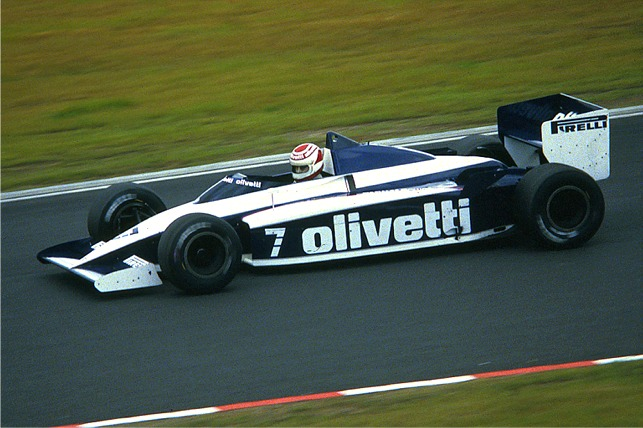
Nelson Piquet em 1985 correndo pela Brabham-BMW BT 54

Em 1985, a chance de brigar na frente foi impedida quando Bernie Ecclestone assinou um contrato de fornecimento dos pneus Pirelli. O desenvolvimento dos pneus italianos era um desafio de proporções gigantescas. Nenhum resultado poderia ser cobrado antes de dois ou três anos. Piquet consegue uma vitória no ano. Ela aconteceu em Paul Ricard, na França. Sob muito calor o brasileiro faz uma corrida bem planejada. Ultrapassa Ayrton Senna da Team Lotus e Keke Rosberg da Williams. Vai abrindo e fazendo um ritmo de corrida muito bom. As equipes de ponta com a pneus da Goodyear não conseguem acompanhar o ritmo imposto pelo piloto brasileiro, porque o Brabham número 7 não dá nenhuma demonstração que fará a troca; Piquet vence com relativa facilidade. Foi a última vitória da equipe na categoria. Depois dessa vitória, volta a realidade. O piloto chega a conquistar a última pole da equipe em Zandvoort, na Holanda. Na semana do GP da Itália de 1985, Piquet fecha contrato com a Williams na próxima temporada para ocupar a vaga deixada por Keke Rosberg. Nessa corrida, termina em 2º e com Senna em 3º lugar (pela primeira vez juntos no podium). Na GP da Bélgica de 1985 em Spa-Francorchamps, com a pista molhada, após a largada, Piquet escorrega na primeira curva La Source perdendo várias posições; fez uma enorme corrida de recuperação e terminou-a em 5º. Nas últimas três provas do campeonato, ele nem terminou. No último ano na Brabham, Piquet fecha em 8º lugar com 21 pontos.

### Williams-Honda
No campeonato de 1986, Piquet foi para a equipe de seus dois vice-campeões, a Williams, para desenvolver, junto com seu companheiro de equipe, o inglês Nigel Mansell, o projeto dos motores turbo da Honda, apesar dos motores já equiparem a equipe desde 1984. No primeiro ano, o carro mostrou-se competitivo, porém uma sucessão de resultados desfavoráveis e estratégias mal calculadas como na última prova da temporada (GP da Austrália), onde devido a uma cartada da Pirelli, que equipava a Benneton, e ganhara a corrida anterior, do México, sem trocar os pneus. Forçou a concorrente, Goodyear a usar um composto no GP da Austrália, que tivesse o mesmo desempenho; entretanto isso não ocorreu, pois os pneus que Mansell utilizava naquela altura da prova, (com o campeonato na mão), estouraram no retão de Adelaide, assim como os de Rosberg (McLaren) que era o líder, estouraram também uma volta antes. Isso forçou Piquet - que era líder naquele momento da prova - a parar e trocar os pneus. E dessa forma, perder a vitória e o campeonato para Prost (McLaren), que havia trocado os seus pneus antes, devido a um furo. Parte do fracasso se deu devido a um grave acidente sofrido pelo dono da equipe, Frank Williams, que o deixou afastado do comando da equipe por vários meses, e fadado a uma cadeira de rodas pelo resto da vida. Frank foi o responsável pela contratação de Piquet, enquanto o seu sócio e engenheiro-chefe da equipe, Patrick Head cumpria à risca o contrato de Piquet na qual exigia a preferência no carro reserva, mas dava igual tratamento a Nigel Mansell dentro da equipe. Frank Williams chegou a declarar na época: "Se Mansell é mais rápido é impossível mandá-lo abrandar para deixar passar Piquet. Não funcionou quando Jones e Reutemann foram designados como primeiro e segundo pilotos em 1981. Por que razão deveria funcionar agora? Desde o momento que asseguremos que Nelson faça todos os testes com os carros e tenha prioridade de uso e escolha do carro reserva, ele não pode reclamar." (Anuário F1, 1987, Francisco Santos - pg 47).
No Grande Prêmio da Alemanha de 1986 em Hockenheim, Piquet usou a experiência, na 15ª volta, Nigel Mansell com o carro instável errou uma freada e saiu da pista, prejudicando o rendimento dos seus pneus. O piloto avisa pelo rádio à sua equipe para colocar pneus novos nos boxes. A equipe rapidamente se prepara para recebê-lo, mas quem aparece no pit foi o Williams número 6 do piloto brasileiro. Piquet, brilhante, havia antecipado sua parada para trocá-los. Dentro do pit, pelo rádio, Patrick Head comunica ao piloto inglês para não entrar nesta volta, forçando-o a completar mais uma com os pneus bem gastos, já que a equipe estava comprometida com a execução do carro do seu companheiro de equipe.
Na primeira edição do Grande Prêmio da Hungria, Piquet realizou sobre Ayrton Senna, a ultrapassagem que muitos consideram como a mais bela de todos os tempos na Fórmula 1 – no fim da reta dos boxes, pelo lado de fora de uma curva de 180º, escorregando nas quatro rodas. O tricampeão Jackie Stewart, comentando a cena, disse que era "como fazer um looping com um Boeing 747".
Em 1987, as Williams dominaram a temporada. Piquet sofreu um grave acidente logo no início do ano, nos treinos para o Grande Prêmio de San Marino, no circuito de Ímola, na mesma curva "Tamburello" que se tornaria famosa pela morte de Ayrton Senna. "Depois desse acidente, minha visão nunca mais foi a mesma, e eu perdi uma parte da noção de profundidade", declarou Piquet anos depois. Mesmo assim, Piquet e Mansell disputaram o título corrida a corrida – e Piquet, para driblar evitar que o acerto do seu carro fosse passado ao inglês, lançou mão de suas conhecidas artimanhas, como testar com uma configuração má do carro, que muitas vezes seria copiada pelos mecânicos de Mansell, e alterá-la completamente minutos antes do treino ou da corrida.
Cansado dos desentendimentos com seu companheiro Mansell, na semana do Grande Prêmio da Hungria, Piquet é anunciado como piloto da equipe Team Lotus para o campeonato seguinte. Ficou contente com a transação: "Deram-me garantias de que eu teria todo o apoio para ser o primeiro piloto. Era uma oferta que eu não podia recusar. Além do mais, estive observando a Lotus nesta temporada e aproveitei a chance de me integrar a uma equipe tão competitiva".
Nos treinos para o GP da Itália de 1987, em Monza, o piloto brasileiro estreia a suspensão ativa. Consegue a pole, e vence. Na prova seguinte, o novo componente é colocado no carro do piloto inglês, mas não consegue um acerto adequado. Para não favorecer apenas um lado, a equipe Williams resolve retirar a suspensão dos dois carros. A alegação é que o novo componente não estava totalmente pronto para enfrentar uma corrida e que seria muito arriscada colocar uma nova tecnologia sem ainda ter uma certeza plena de que ela seria melhor e mais resistente que a suspensão tradicional. A verdade é que Mansell não entendia o funcionamento correto dela, diferente do Piquet que tirava máximo proveito. Resultado: na reta final, os dois carros voltam para a suspensão convencional em condições iguais. Nos GPs da Espanha e do México, Mansell vence, com Piquet em 4º e 2º lugar respectivamente. O brasileiro vai para o Japão com 12 pontos de vantagem. Nos treinos oficiais de sexta-feira no circuito de Suzuka, na ânsia de superar o tempo do seu companheiro de equipe, Mansell sofre um forte acidente, embora não o tenha causado ferimentos sérios, deixou-o sem condições para disputar a prova, e Piquet sagrou-se tricampeão mundial por antecipação.
Na última corrida, o GP da Austrália de 1987, em Adelaide, o piloto inglês não aparece. Acabou sendo substituído pelo italiano Riccardo Patrese.

### Últimas temporadas na Lotus e na Benetton

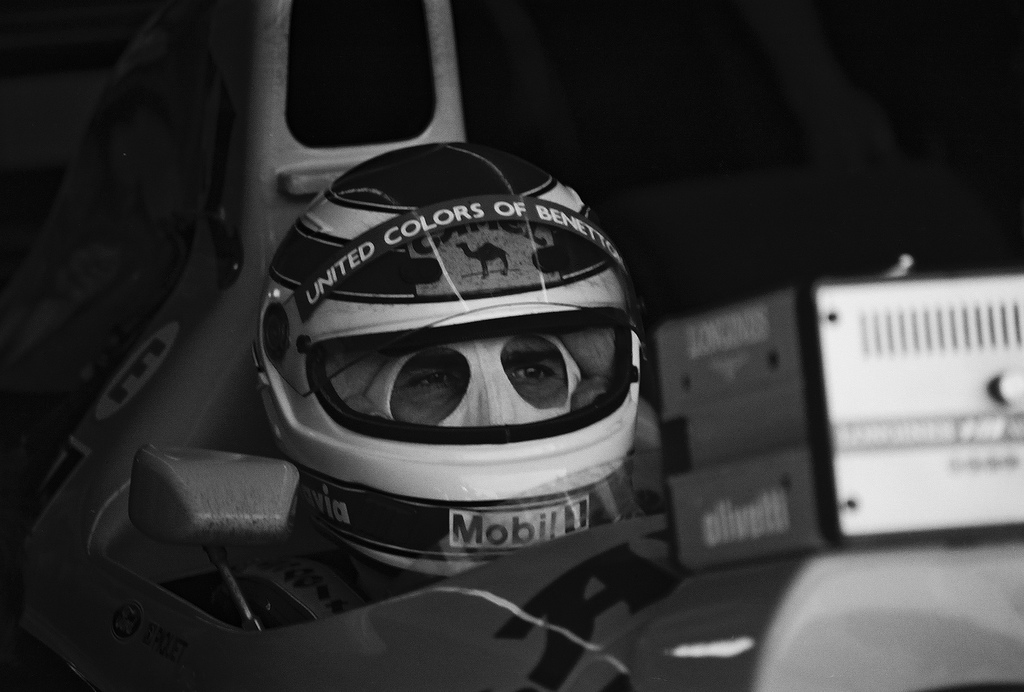
Nelson Piquet em 1991

A Honda, então consagrada com o melhor motor turbo na época, deixou a Williams, e em 1988 passou a equipar a McLaren e a Team Lotus. Para a McLaren, conseguiu a contratação de Ayrton Senna, e para o lugar que Senna deixara na Lotus levou Nelson Piquet com um contrato milionário. Mas o carro amarelo da lendária equipe, projetado pelo engenheiro francês Gérard Ducarouge (que trabalhou com Senna em 1985 a 1987 na equipe), mostrou-se problemático. Mesmo tendo o motor japonês, a Lotus não tinha forças para lutar com a mesma intensidade do que a McLaren. O Lotus era 7 km/h mais lento do que o McLaren no retão em Jacarepaguá. O carro da Lotus era 2 segundos mais lento e aumentava para 3 em San Marino. O carro não reagia as modificações propostas e experimentadas pelo piloto. O diagnóstico de Piquet: excessiva torção na parte traseira do chassi. Segundo comentários da imprensa automobilística internacional, o Lotus 100T tinha a estrutura rígida de uma casquinha de sorvete. O motor não era o problema por causa do baixo rendimento do carro, mas sim o chassi que Piquet declarou publicamente que era "uma merda" e desentendeu-se completamente com Ducarouge. Sem condições de disputar posições com os carros equipado com motor aspirado, o piloto terminou o campeonato em 6º lugar com 22 pontos conquistados.
Sem o motor Honda para 1989, a Lotus fechou com o Judd, um dos motores mais fracos da época. O time de Peter Warr contrata o projetista inglês Frank Dernie, vindo da Williams da época de Piquet. Com o novo conjunto, o modelo 101 e motor Judd, o piloto só conseguia disputar posições pelo bloco intermediário e de vez em quando dava para marcar alguns pontos. Com equipamento fraco para brigar por melhores posições, o brasileiro não conseguiria se classificar para o Grande Prêmio da Bélgica em Spa-Francorchamps, o mesmo acontecendo com o seu companheiro de equipe, o japonês Satoru Nakajima; pela primeira vez na história que o time britânico ficava ausente de uma corrida e a segunda vez na carreira do tricampeão brasileiro.
Desiludido com as duas temporadas frustrantes na Lotus, no início do mês de setembro, Piquet assinou contrato com a equipe Benetton para a temporada de 1990; no final do mês, na semana do GP da Espanha, a escuderia anglo-italiana contrata o projetista inglês John Barnard. Junta-se ao piloto brasileiro num projeto ambicioso: disputar de fato o título mundial.
Cumprindo as últimas três provas pela equipe britânica, o melhor que ele consegue foi o 4º lugar no Japão; na última prova, o GP da Austrália, com chuva, na reta Brabham, Piquet acerta a traseira do Osella do italiano Piercarlo Ghinzani (última corrida na carreira). Numa despedida sem grandes resultados e tendo que disputar posições com o pelotão intermediário, Piquet terminou em 8º lugar no campeonato com 12 pontos.
A falta de potência do motor Cosworth V8 era compensada pelo notável equilíbrio do chassi, e, após algumas boas corridas, Piquet vence o polêmico GP do Japão de 1990, (aquela prova, segundos depois da largada que Senna enfia o seu carro na traseira da Ferrari de Prost ao tentar fazer a primeira curva da pista e com os dois fora da pista, acabou decidindo o campeonato a favor do brasileiro da McLaren). A vitória teve sabor mais especial ainda para Piquet porque o segundo colocado foi o seu amigo de adolescência Roberto Moreno, também pela Benetton, estreando como substituto de Alessandro Nannini, que havia sofrido um gravíssimo acidente de helicóptero que lhe afastou em definitivo da Fórmula 1.
Piquet também venceu a corrida seguinte, o Grande Prêmio da Austrália, após uma manobra arriscada na última volta – Nigel Mansell, que ao volante da Ferrari tentava ultrapassar o brasileiro, foi obrigado a frear fortemente e sair da pista na curva mais fechada do circuito, quando o brasileiro, simples e propositalmente, ignorou sua tentativa e seguiu o traçado normal. Com o magnífico lance, Piquet terminou em 3º com 43 pontos1, e se classificou à frente de um piloto da McLaren e da Ferrari.
Em 1991, ainda na Benetton, Nelson obteve sua última vitória na F-1 no Grande Prêmio do Canadá, e também em cima de Mansell – a quem Piquet se referia ironicamente como "o idiota veloz". O inglês liderava com mais de 50 segundos, e na última volta desacelerou para acenar para os torcedores. Por causa disso, o alternador não gerou energia suficiente para abastecer toda a eletrônica embarcada do Williams e o carro simplesmente "morreu". Após a vitória, Piquet passou pelo carro parado de Mansell acenando para o rival. Depois declarou que quando viu o carro do piloto inglês parado naquele momento "quase teve um orgasmo". Neste mesmo ano, a Benetton substituiu Roberto Moreno pelo jovem talento Michael Schumacher, patrocinado pela Mercedes-Benz, que até então havia disputado apenas sua corrida de estreia na Fórmula 1. Insatisfeito com as perspectivas da sua equipe para a temporada de 1992, já que o novo motor Ford Cosworth não era suficientemente potente para deixá-lo em condições de voltar a brigar por títulos. Piquet, então com 39 anos de idade, 204 GPs no currículo e 3 títulos mundiais, decidiu abandonar a categoria máxima do automobilismo após chegar em 4º lugar (1,5 ponto)2 no chuvoso Grande Prêmio da Austrália. Encerrou sua carreira na principal categoria em 6º lugar com 26,5 pontos.

### Após a Fórmula 1
Ainda em 1991, Piquet começou a entrar em entendimentos com a Ferrari para correr a próxima temporada. Piquet era um antigo sonho da escuderia italiana, mas pesava contra a Piquet uma certa oposição por parte de alguns Tifosi, que não se esqueceram de uma frase infeliz do brasileiro tempos atrás, “...que a Ferrari só voltaria a vencer com a morte do comendador...”, e então ambas as partes acabaram não se acertando, principalmente devido aos altos valores pedidos pelo piloto. A língua ferina de Piquet cobrava seu preço, pois os atritos com Patrick Head na Williams, os desentendimentos com Gerárd Ducarouge na Lotus, e a briga quase corporal com Tom Walkinshaw da Benneton, fecharam várias portas, para o maior acertador de carros de todos os tempos, além de um dos melhores pilotos de F1. Era o adeus a qualquer perspectiva de retorno, pois boatos de ida para a Ligier, não animavam o campeão, que não queria correr sem chances de vencer. Em 1992, Nelson Piquet decidiu correr as 500 Milhas de Indianápolis, com um Lola-Buick da equipe Menards. Rapidamente se destacou como o mais rápido entre os estreantes. Mas, em um dos treinos, um furo lento num pneu fez o carro rodar a toda velocidade na curva 4 e se espatifar de frente na mureta de proteção do circuito. Além de traumatismo craniano e lesão torácica, Piquet sofreu fraturas múltiplas nas pernas e nos pés. Várias cirurgias no Hospital Metodista de Indianápolis reconstruíram os membros inferiores, mas deixaram sequelas que obrigaram o brasileiro a abandonar as categorias de monopostos. Mesmo assim, Piquet voltou a Indianápolis para a corrida de 1993, pela mesma equipe, mas foi obrigado a abandonar por problemas de motor.
Desde então, Piquet corre apenas por prazer em eventos como a Corrida de Calhambeques, organizada pelo grupo PNT - Pé na Tábua, do jornalista e promotor de eventos Tiago Songa, também as 24 Horas de Le Mans e as 24 Horas de Spa-Francorchamps, em provas da categoria Turismo como a Mil Milhas Brasileiras, que venceu duas vezes — a última em 2006, dividindo um Aston Martin DBR9 com Hélio Castroneves, Christophe Bouchut e Nelson Ângelo Piquet. Em 13 de novembro de 2013 é operado do coração, com sucesso.
Em 7 de setembro de 2021, Nelson Piquet dirigiu o Rolls-Royce que conduziu o presidente Jair Bolsonaro e a primeira-dama Michelle, para a cerimônia de hasteamento da bandeira no dia de comemoração da Independência do Brasil.
Em novembro de 2022, Nelson Piquet participa de manifestações em apoio ao então presidente da república.

## Controvérsia
Em 2021 durante entrevista, Piquet usa termo que alguns consideram racista ao se referir a Lewis Hamilton, quando discutia um acidente entre Hamilton e Max Verstappen ocorrido no Grande Prêmio da Grã-Bretanha de 2021: “O neguinho meteu o carro e deixou porque não tinha jeito de passar dois carros naquela curva. Ele fez de sacanagem”.
Por esse comentário, Piquet foi denunciado por danos morais e, em março de 2023, foi condenado, em primeira instância, a pagar R$5 milhões de indenização. A ação foi movida pela Aliança Nacional LGBTI, Associação Brasileira de Famílias Homotransafetivas, Centro Santo Dias de Direitos Humanos da Arquidiocese de SP e Francisco de Assis: Educação, cidadania e direitos humanos.
Em outubro de 2023, o Tribunal de Justiça do Distrito Federal e Territórios (TJDFT), de forma unânime, anulou a condenação de Piquet por danos morais na fala sobre Lewis Hamilton. Segundo a sentença, a fala de Piquet na ocasião não caracterizou "discurso de ódio".

## Resultados na Fórmula 1
(legenda) (Corrida em negrito indica pole position e em itálico indica volta mais rápida)
| Ano  | Nome Oficial da Equipe        | Chassis        | Motor                 | 1         | 2         | 3         | 4         | 5         | 6         | 7         | 8         | 9         | 10        | 11        | 12        | 13        | 14        | 15        | 16        | Pontos   | Posição  |
| ---- | ----------------------------- | -------------- | --------------------- | --------- | --------- | --------- | --------- | --------- | --------- | --------- | --------- | --------- | --------- | --------- | --------- | --------- | --------- | --------- | --------- | -------- | -------- |
| 1978 | Team Tissot Ensign            | Ensign N177    | Ford Cosworth DFV V8  |           |           |           |           |           |           |           |           |           |           | GER Ret G |           |           |           |           |           | 0        | NC (28º) |
| 1978 | BS Fabrications               | McLaren M23    | Ford Cosworth DFV V8  |           |           |           |           |           |           |           |           |           |           |           | AUT Ret G | HOL Ret G | ITA 9º G  |           |           | 0        | NC (28º) |
| 1978 | Parmalat Racing Team          | Brabham BT46   | Alfa Romeo 115-12 F12 |           |           |           |           |           |           |           |           |           |           |           |           |           |           |           | CAN 11º G | 0        | NC (28º) |
| 1979 | Parmalat Racing Team          | Brabham BT46A  | Alfa Romeo 115-12 F12 | ARG Ret G |           |           |           |           |           |           |           |           |           |           |           |           |           |           |           | 3        | 16º      |
| 1979 | Parmalat Racing Team          | Brabham BT48   | Alfa Romeo 1260 V12   |           | BRA Ret G | RSA 7º G  | USW 8º G  | ESP Ret G | BEL Ret G | MON Ret G | FRA Ret G | GBR Ret G | GER 12º G | AUT Ret G | HOL 4º G  | ITA Ret G |           |           |           | 3        | 16º      |
| 1979 | Parmalat Racing Team          | Brabham BT49   | Ford Cosworth DFV V8  |           |           |           |           |           |           |           |           |           |           |           |           |           | CAN Ret G | USA 8º G  |           | 3        | 16º      |
| 1980 | Parmalat Racing Team          | Brabham BT49   | Ford Cosworth DFV V8  | ARG 2º G  | BRA Ret G | RSA 4º G  | USW 1º G  | BEL 7º G  | MON 3º G  | FRA 4º G  | GBR 2º G  | GER 4º G  | AUT 5º G  | HOL 1º G  | ITA 1º G  | CAN Ret G | USA Ret G |           |           | 54       | 2º       |
| 1981 | Parmalat Racing Team          | Brabham BT49C  | Ford Cosworth DFV V8  | USW 3º M  | BRA 12º M | ARG 1º M  | SMR 1º M  | BEL Ret M | MON Ret M | ESP Ret M | FRA 3º G  | GBR Ret G | GER 1º G  | AUT 3º G  | HOL 2º G  | ITA 6º G  | CAN 5º G  | LVG 5º G  |           | 50       | 1º       |
| 1982 | Parmalat Racing Team          | Brabham BT50   | BMW M12/13 L4 Turbo   | RSA Ret G |           |           | SMR       | BEL 5º G  | MON Ret G | USE NQ G  | CAN 1º G  | HOL 2º G  | GBR Ret G | FRA Ret G | GER Ret G | AUT Ret G | SUI 4º G  | ITA Ret G | LVG Ret G | 20       | 11º      |
| 1982 | Parmalat Racing Team          | Brabham BT49D  | Ford Cosworth DFV V8  |           | BRA DSQ G | USW Ret G | SMR       |           |           |           |           |           |           |           |           |           |           |           |           | 20       | 11º      |
| 1983 | Fila Sport                    | Brabham BT52   | BMW M12/13 L4 Turbo   | BRA 1º M  | USW Ret M | FRA 2º M  | SMR Ret M | MON 2º M  | BEL 4º M  | USE 4º M  | CAN Ret M |           |           |           |           |           |           |           |           | 59       | 1º       |
| 1983 | Fila Sport                    | Brabham BT52B  | BMW M12/13 L4 Turbo   |           |           |           |           |           |           |           |           | GBR 2º M  | GER 13º M | AUT 3º M  | HOL Ret M | ITA 1º M  | EUR 1º M  | RSA 3º M  |           | 59       | 1º       |
| 1984 | MRD International             | Brabham BT53   | BMW M12/13 L4 Turbo   | BRA Ret M | RSA Ret M | BEL 9º M  | SMR Ret M | FRA Ret M | MON Ret M | CAN 1º M  | USE 1º M  | DAL Ret M | GBR 7º M  | GER Ret M | AUT 2º M  | HOL Ret M | ITA Ret M | EUR 3º M  | POR 6º M  | 29       | 5º       |
| 1985 | Motor Racing Developments Ltd | Brabham BT54   | BMW M12/13 L4 Turbo   | BRA Ret P | POR Ret P | SMR 8º P  | MON Ret P | CAN Ret P | EUA 6º P  | FRA 1º P  | GBR 4º P  | GER Ret P | AUT Ret P | HOL 8º P  | ITA 2º P  | BEL 5º P  | EUR Ret P | RSA Ret P | AUS Ret P | 21       | 8º       |
| 1986 | Canon Williams Honda Team     | Williams FW11  | Honda RA166E V6 Turbo | BRA 1º G  | ESP Ret G | SMR 2º G  | MON 7º G  | BEL Ret G | CAN 3º G  | USA Ret G | FRA 3º G  | GBR 2º G  | GER 1º G  | HUN 1º G  | AUT Ret G | ITA 1º G  | POR 3º G  | MEX 4º G  | AUS 2º G  | 69       | 3º       |
| 1987 | Canon Williams Honda Team     | Williams FW11B | Honda RA167E V6 Turbo | BRA 2º G  | SMR DNS G | BEL Ret G | MON 2º G  | USE 2º G  | FRA 2º G  | GBR 2º G  | GER 1º G  | HUN 1º G  | AUT 2º G  | ITA 1º G  | POR 3º G  | ESP 4º G  | MEX 2º G  | JAP 15º G | AUS Ret G | 731 (76) | 1º       |
| 1988 | Camel Team Team Lotus Honda   | Lotus 100T     | Honda RA168E V6 Turbo | BRA 3º G  | SMR 3º G  | MON Ret G | MEX Ret G | CAN 4º G  | USE Ret G | FRA 5º G  | GBR 5º G  | GER Ret G | HUN 8º G  | BEL 4º G  | ITA Ret G | POR Ret G | ESP 8º G  | JAP Ret G | AUS 3º G  | 22       | 6º       |
| 1989 | Camel Team Lotus              | Lotus 101      | Judd CV V8            | BRA Ret G | SMR Ret G | MON Ret G | MEX 11º G | USA Ret G | CAN 4º G  | FRA 8º G  | GBR 4º G  | GER 5º G  | HUN 6º G  | BEL NQ G  | ITA Ret G | POR Ret G | ESP 8º G  | JAP 4º G  | AUS Ret G | 12       | 8º       |
| 1990 | Benetton Formula Ltd          | Benetton B189B | Ford HBA4 V8          | USA 4º G  | BRA 6º G  |           |           |           |           |           |           |           |           |           |           |           |           |           |           | 431 (44) | 3º       |
| 1990 | Benetton Formula Ltd          | Benetton B190  | Ford HBA4 V8          |           |           | SMR 5º G  | MON DSQ G | CAN 2º G  | MEX 6º G  | FRA 4º G  | GBR 5º G  | GER Ret G | HUN 3º G  | BEL 5º G  | ITA 7º G  | POR 5º G  | ESP Ret G | JAP 1º G  | AUS 1º G  | 431 (44) | 3º       |
| 1991 | Camel Benetton Formula Ford   | Benetton B190B | Ford HB5 V8           | USA 3º P  | BRA 5º P  |           |           |           |           |           |           |           |           |           |           |           |           |           |           | 26.5     | 6º       |
| 1991 | Camel Benetton Formula Ford   | Benetton B191  | Ford HB5 V8           |           |           | SMR Ret P | MON Ret P | CAN 1º P  | MEX Ret P | FRA 8º P  | GBR 5º P  | GER Ret P | HUN Ret P | BEL 3º P  | ITA 6º P  | POR 5º P  | ESP 11º P | JAP 7º P  | AUS 4º2 P | 26.5     | 6º       |

- ↑1  Nos descartes
- ↑2  Prova interrompida e encerrada com 14 voltas por causa da chuva. Foi atribuído metade dos pontos.

## Números
- 3 títulos mundiais de Fórmula 1 em (1981, 1983 e 1987)
- Temporadas na F-1: 13 - (1978-1991)
- GPs iniciados: 204
- Pódios: 60
- Vitórias: 23
- Pole positions: 24
- Melhores voltas: 23
- Pontos marcados: 481,5
- Quilômetros percorridos: 45.455
- Liderou 56 GPs, em 1572 voltas e 7.465 km
- Completou 121 GPs
- Retirou-se em 84 GPs

## Resultados em outras corridas

### 500 Milhas de Indianápolis[28]
| Ano  | N# | Equipe         | Chassis | Motor | Pneus | Largada             | Final               | Voltas              |
| ---- | -- | -------------- | ------- | ----- | ----- | ------------------- | ------------------- | ------------------- |
| 1992 | 27 | Menard/Conseco | Lola    | Buick | G     | Colisão nos Treinos | Colisão nos Treinos | Colisão nos Treinos |
| 1993 | 77 | Arisco/STP     | Lola    | Buick | G     | 13ª                 | 32º DNF             | 38                  |

### 24 Horas de Le Mans[30][31]
| Ano  | Classe | N# | Equipe                                 | Co-Pilotos                                  | Chassis        | Motor            | Pneus | Largada | Final   | Clas. Pos | Voltas |
| ---- | ------ | -- | -------------------------------------- | ------------------------------------------- | -------------- | ---------------- | ----- | ------- | ------- | --------- | ------ |
| 1996 | GT1    | 39 | Team Bigazzi SRL Team BMW Motorsport   | Nelson Piquet Johnny Cecotto Danny Sullivan | McLaren F1 GTR | BMW S70 6.1L V12 | M     | 15ª     | 8º      | 6º        | 324    |
| 1997 | GT1    | 42 | Team BMW Motorsport BMW Team Schnitzer | JJ Lehto Steve Soper Nelson Piquet          | McLaren F1 GTR | BMW S70 6.0L V12 | M     | 4ª      | 22º DNF | 9º        | 236    |